# Противовоздушная мина
Противовоздушная (противовертолетная) мина — вид минного оружия, предназначенный для поражения воздушных целей без участия человека, в том числе и без отдачи приказа на запуск. Разработки подобного оружия велись ещё с 1970-х и продолжаются сейчас. Дополнительным стимулом стало появление БПЛА, в том числе мультикоптеров, в том числе работающих группой.

## История
В конце 1970-х американское агентство ДАРПА (DARPA) начало работу над проектом SIAM (англ. Self-Initiated Anti-Aircraft Missile, «Самоактивирующаяся противоавиационная ракета»). Идея заключалась в создании полностью автономной зенитной ракеты, которая бы самостоятельно засекала приближающуюся воздушную цель и запускалась на перехват. Предполагалось, что подобные «воздушные мины» могут быть использованы для установки вблизи авиабаз противника, чтобы осложнить действия его авиации (своего рода, активная минная постановка). Успешные испытания были проведены в начале 1980-х, но из-за отсутствия интереса армии и флота, проект в итоге был закрыт.
В 1990-х в печати появилась информация о разработке противовертолётных мин (ПВМ), предназначенных для осложнения действий низколетящей авиации. Ряд видов такого оружия был разработан вооруженными силами Болгарии и австрийской компанией Hirtenberger[de].
В России на вооружение армии официально принята мина ПВМ — Мина противовертолетная кумулятивная направленного поражения неуправляемая. Предназначена для выведения из строя низколетящих воздушных целей (самолётов, вертолётов, иных летательных моторных аппаратов) движущихся со скоростью до 360 км/час. Поражение цели при взрыве мины наносится ударным ядром вылетающим в направлении цели на дальность до 150 метров. При входе цели в зону поражения (полусфера радиусом 150 метров) производится подрыв мины и ударное ядро, движущееся со скоростью до 2500 м/с, поражает цель. Целью считается источник звука и инфракрасного излучения одновременно (мотор летательного аппарата).
Если цель не вошла в зону поражения, то при удалении на расстояние более 1 км происходит отключение инфракрасных датчиков и мина вновь переходит в положение ожидания цели. 
Также, в 2012 году принята на вооружение российская противовертолётная мина «Бумеранг», которая определяет шум вертолёта на расстоянии до 3,2 км, а затем запускает снаряд по идентифицированному объекту, когда он находится в пределах 150 метров.